# رئيس وزراء البرتغال
رئيس وزراء البرتغال هو العنوان الحالي لرئيس حكومة البرتغال. ويقوم رئيس الوزراء، بصفته رئيسا للحكومة، بتنسيق أعمال الوزراء، ويمثل حكومة البرتغال لدى هيئات الدولة الأخرى، ويخضع للمساءلة أمام البرلمان ويبقي الرئيس على علم بذلك. ويمكن لرئيس الوزراء أن يضطلع بدور رئيس الحكومة في محفظة واحدة أو أكثر من الوزارات.
ولا يوجد حد لعدد المصطلحات التي يمكن للشخص أن يشغل منصب رئيس الوزراء. ويعين رئيس الجمهورية بعد الانتخابات التشريعية، بعد أن يستمع إلى الأحزاب الممثلة في البرلمان. وعادة ما يكون الشخص الذي يدعى هو زعيم أكبر حزب في الانتخابات السابقة.

## التاريخ
ومنذ العصور الوسطى، اكتسب بعض ضباط التاج البرتغالي أسبقية على الآخرين، حيث كانوا يشغلون منصب رئيس وزراء. مع مرور الوقت، سقط دور الضابط الرئيسي للتاج على المستشارة (المستشار)، موردو مور (عمدة القصر) و إسكريفاو دا بوريداد (سكرتير الملك الخاص).
وكان أول رئيس وزراء حديث للبرتغال بيدرو دي سوزا هولشتاين، مركيز بالميلا، الذي أدى اليمين في 24 سبتمبر 1834، كما كان رئيس مجلس الوزراء كونزيلهو دي مينيستروس (رئيس مجلس الوزراء). في عام 1911، أصبح العنوان الرسمي لرئيس الوزراء رئيس الوزراء مينيستيريو (رئيس الوزارة). في عام 1933، أصبح مرة أخرى الرئيس دي كونزيلهو دي مينيستروس.
وقد تم إنشاء البلاط الحالي بريميرو-مينيسترو (رئيس الوزراء)، الذي نسب إلى رئيس حكومة البرتغال، رسميا بموجب دستور عام 1976 بعد ثورة 25 أبريل 1974.

## أصحاب المكتب
ورئيس وزراء البرتغال الحالي هو أنطونيو كوستا، الذي تولى منصبه في 26 نوفمبر 2015 بوصفه رئيس الوزراء 13 لجمهورية البرتغال الثالثة. المقر الرسمي لرئيس الوزراء هو قصر بجوار قصر ساو بينتو، والتي، في الارتباك، وغالبا ما يسمى أيضا «قصر ساو بينتو».
رئيس الوزراء البرتغالي:
- 1 ماريو سواريس (فترتين)؛
- 2 ألفريدو نوبري دا كوستا؛
- 3 كارلوس موتا بينتو؛
- 4 ماريا دي لورديس بينتاسيلغو؛
- 5 فرانسيسكو دي سا كارنيرو؛
- (مؤقت) ديوغو فريتاس دو أمارال - نائبة رئيس الوزراء؛
- 6 فرانسيسكو بينتو بالسيماو؛
- 1 ماريو سواريس (ثلاث فترات)؛
- 7 أنيبال كافاكو سيلفا (ثلاث فترات)؛
- 8 أنطونيو غوتيريس (فترتين)؛
- 9 خوسيه مانويل باروسو؛
- 10 سانتانا لوبيس؛
- 11 خوسيه سوكريتس (فترتين)؛
- 12 بيدرو باسوس كويلهو (فترتين)؛
- 13 أنطونيو كوستا (ثلاث فترات)
- 14 لويس مونتينيغرو

## إقامة رئيس الوزراء

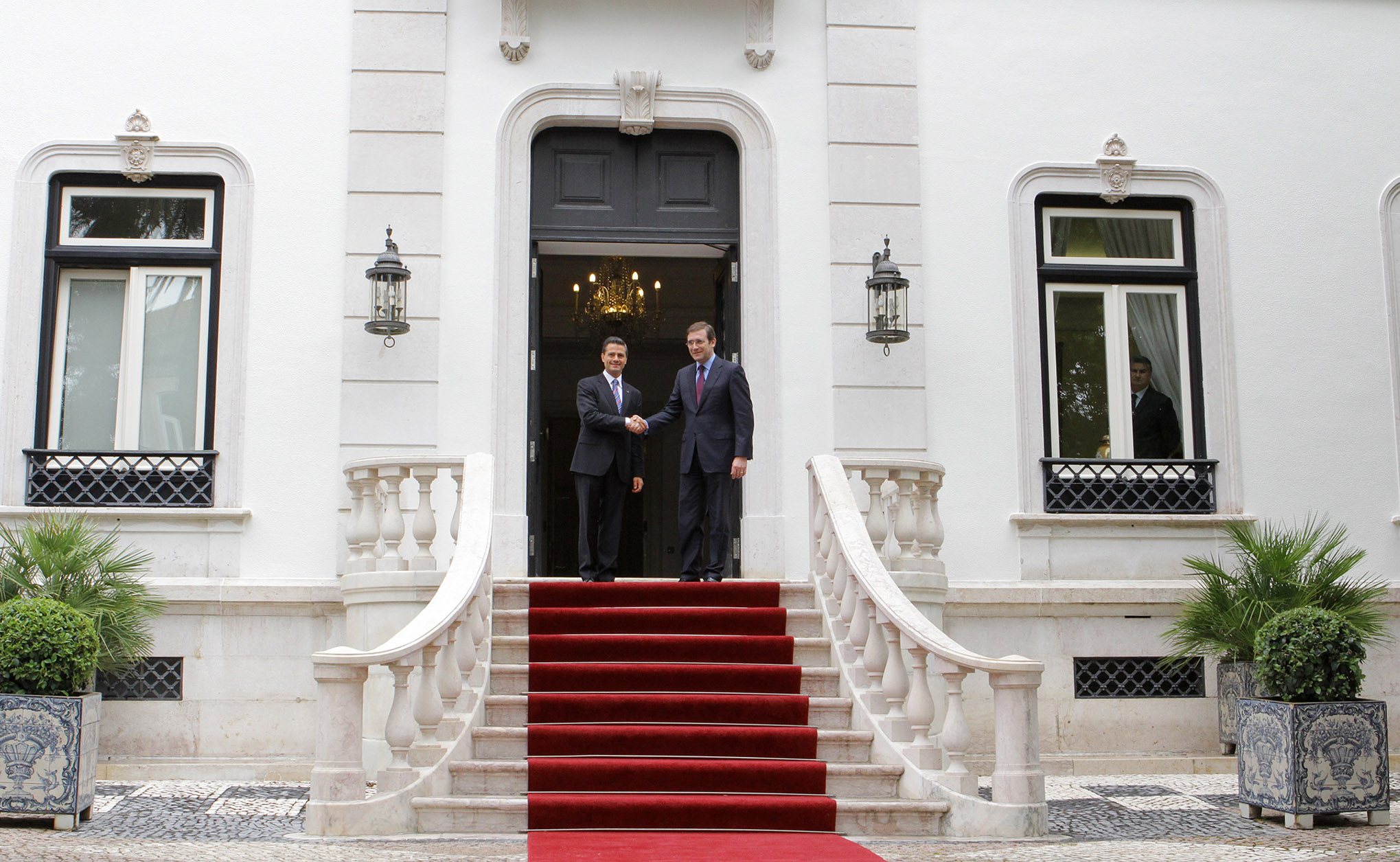
قصر ساو بينتو.

ويوجد خلف المبنى الرئيسي لجمعية الجمهورية قصر يعمل كمقر إقامة لرئيس وزراء البرتغال. تم بناء القصر، الذي يعود تاريخه إلى عام 1877، داخل حديقة الدير القديم الذي عقد البرلمان البرتغالي. وقد كان مقر إقامة رئيس الوزراء الرسمي منذ عام 1938، عندما انتقل سالازار في. على الرغم من أنه هو المقر الرسمي لرئيس الوزراء، وليس كل شاغلي عاشوا في القصر خلال فترة ولايتهم.

## وصلات خارجية
- الموقع الرسمي